# Ernst Scheller
Karl Adolf Ernst Scheller (* 18. Juli 1899 in Lintel; † 16. Januar 1942 in Simferopol) war ein deutscher Historiker und Kommunalpolitiker (NSDAP).

## Leben
Ernst Scheller war Sohn des gleichnamigen Gymnasialoberlehrers und dessen Ehefrau Minna, geborene Volckmar. Scheller absolvierte seine Schullaufbahn in Höxter und legte 1917 die Reifeprüfung ab. Als Kriegsfreiwilliger nahm er danach am Ersten Weltkrieg teil und wurde im November 1919 aus der Armee entlassen. Anschließend absolvierte er ein Studium der Geschichte, Germanistik, Geographie und Nationalökonomie an der Universität Göttingen, Würzburg und Marburg. 1925 wurde Scheller in Neuerer Geschichte in Marburg zum Dr. phil. promoviert. Noch im gleichen Jahr wurde er Schriftleiter der Oberhessischen Zeitung. 1931 wurde er Mitglied der NSDAP. Scheller war ab 1933 ehrenamtliches Magistratsmitglied in Marburg. Er gehörte zu den führenden Nationalsozialisten in Marburg.
Scheller wurde nach über einjähriger Vakanz am 27. April 1934 als Oberbürgermeister von Marburg eingesetzt. Während des Zweiten Weltkriegs kämpfte er an der Ostfront und wurde am 29. Dezember 1941 bei Kämpfen schwer verletzt. 18 Tage später starb er in einem Lazarett in Simferopol.
Nach Schellers Tod übernahm sein Stellvertreter Walter Voß kommissarisch die Verwaltungsgeschäfte der Stadt Marburg, von März 1944 bis zum Kriegsende als kommissarischer Oberbürgermeister.

## Schriften
- Bismarck und Rußland, N. G. Elwert’sche Verlh., Marburg 1926 (zugl. Dissertation an der Universität Marburg)